# یوان مارتلات
یوان مارتلات (انگلیسی: Yoann Martelat؛ زادهٔ ۱۶ ژانویه ۱۹۹۷) بازیکن فوتبال است.
از باشگاه‌هایی که در آن بازی کرده‌است می‌توان به باشگاه فوتبال المپیک لیون اشاره کرد.